# Позняк (дворянский род)
Позняк (пол. Późniak) — древний дворянский род, из польского боярства.
В Гербовник внесены две фамилии Позняков:
1. Позняки, потомство Ивана Григорьевича Позняка, владевшего деревнями (1569) (Герб. Часть VI. № 155).
2. Позняк Дмитрий Прокофьевич, произведённый в коллежские советники (1800) (Герб. Часть VI. № 160)[1].

## Происхождение и история рода
Фамилия Позняков происходит из Польского шляхетства. Предок рода Иван Григорьев сын Позняк, в княжестве Жмудском владел деревнями (1569). Боярин Фёдор Позняк от Короля Сигизмунда Августа за службы, пожалован привилегией на поместья.
Богдан и дети его Александр и Николай Позняки, от Короля Польского Сигизмунда III, утверждены в древнем шляхетстве.
Происшедшие от этих предков Константин и Григорий Позняки с братьями и родственниками своими, по указу Александра I, последовавшему на докладе Правительствующего Сената (22 апреля 1801), утверждены в древнем дворянстве.
Дмитрий Прокофьевич Позняк, Правительствующего сената обер-секретарь, в службу вступил (1780), пожалован коллежским советником (08 июня 1800), кавалер ордена Святого Иоанна Иерусалимского (1801), утверждён императором Павлом I Петровичем в дворянстве с выдачей диплома и герба (21 февраля 1801).

## Описание гербов

#### Герб. Часть VI. № 155.
В щите, имеющем красное поле, изображен муж в латах, пробитых чрез перси летящей влево стрелою.
Щит увенчан дворянскими шлемом и короною со страусовыми перьями. Намёт на щите красный, подложенный серебром. Герб рода Позняк внесен в Часть 6 Общего гербовника дворянских родов Всероссийской империи, стр. 155.

#### Герб. Часть VI. 160.
Щит разделён на четыре части, из которых: в первой части, разрезанной перпендикулярно надвое, в правом, чёрном поле, означена золотая шпага остриём вверх, а в левом, золотом поле — чёрное орлиное крыло. Во второй части, в голубом поле, серебряный крест и под ним три шестиугольные серебряные звезды. В третьей части, в красном поле, изображён серебряный журавль, в правую сторону обращённый, держащий в правой лапе камень. В четвёртой части, разделённой надвое, в правом, золотом поле, чёрное орлиное крыло, а в левом, чёрном поле, золотой ключ. Щит увенчан дворянским шлемом и короной с павлиньими перьями, на середине которых находится серебряный крест державного ордена Святого Иоанна Иерусалимского. Намёт на щите голубой и красный, подложенный золотом.
Примечание: в описании герба нет, но на изображении герба, дворянский шлем повёрнут в правую сторону.

#### Малороссийский гербовник
Герб потомства Ермолы Позняка, выходца из Каменца-Подольского и его сына Корнилия: в щите, имеющем красное поле, изображён рыцарь в серебряных латах, у которого грудь пронзена золотой стрелою. Щит увенчан дворянским шлемом и короной с страусовыми перьями. Намёт на щите красный, подложен серебром.